# .cw
.cw는 퀴라소의 인터넷 국가 코드 최상위 도메인이다. 2010년 12월 15일 ISO 3166 정비국이 CW를 퀴라소의 ISO 3166-1 alpha-2로 할당하는 결정을 내리면서 만들어졌다.

## 같이 보기
- .nl
- .sx